# Poste Italiane
Poste Italiane S.p.A., anteriorment un monopoli de propietat estatal, a partir de 1998 és una empresa pública italiana amb el control del Govern italià (65%) i de la Cassa Depositi e Prestiti (35%). És el servei postal més gran de Itàlia, amb seu a Roma.
A més de proporcionar serveis postals bàsics, Gruppo Poste Italiane ofereix productes integrats, així com els estalvis postals, comunicacions, logística i serveis financers a Itàlia.
El grup ofereix una àmplia gamma de productes postals, dels serveis de correu exprés a una àmplia selecció de productes financers.

## Història

### Inicis

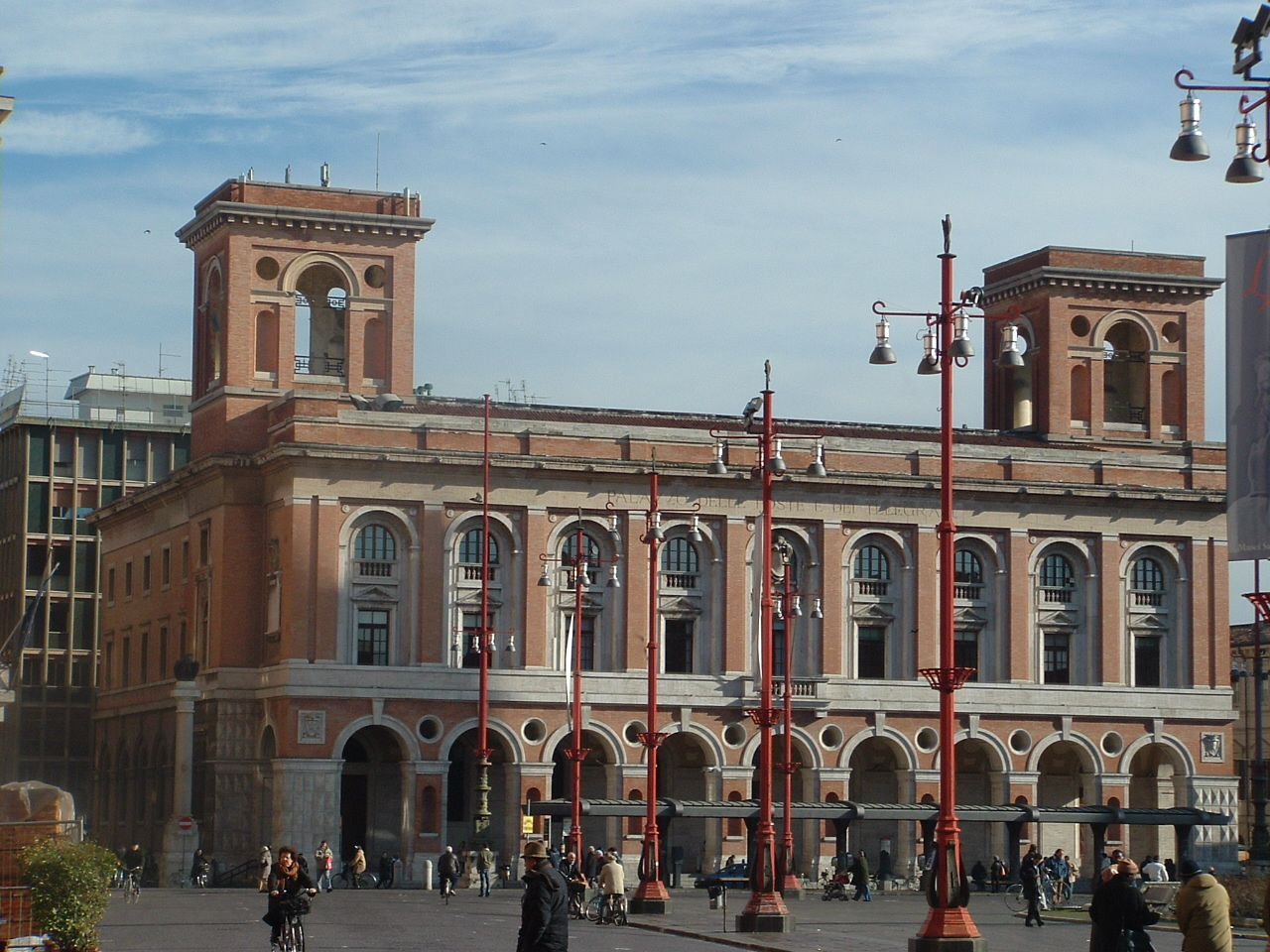
Palau de la Poste a Forli.

L'herència de la configuració de "Poste di Sardegna" - servei de recerca del Regne de Sardenya - després de la unificació d'Itàlia, les empreses de serveis postals dels regnes annexos van formar una organització amb la legislació nacional el 5 de maig de 1862 (l'anomenada reforma postal). Amb aquesta regla es van organitzar les participacions com una administració central de l'estat. La regla de 1862 va recollir i s'ajusta el material, especialment els mètodes de recollida, classificació, transport i lliurament d'enviaments postals i l'establiment de serveis auxiliars para, justificant de recepció registrats i assegurats i girs postals.
Posteriorment, segons el Reial decret número 10 de març de 1889.5973, la Direcció general de Correus i Telègrafs se separa de la Conselleria d'Obres Públiques i, per tant, es transforma en el Ministeri de Correus i Telègrafs, la missió dels quals era proveir Itàlia amb una xarxa d'oficines per transmetre i rebre correus, telègrafs, realitzar trucades telefòniques i dur a terme les transaccions financeres i de gestió d'actius, també durant un temps va treballar com a oficines per als serveis elèctrics.

### 1900
En 1917 va fundar el gir de servei (que des de l'any 2000, comunament es coneix com a BancoPosta). Des de fa uns anys el Royal Mail organitza també l'obertura de les oficines de correus italians a l'estranger.
En 1924, durant el període feixista, el Ministeri de Correus i Telègrafs (que va inventar l'abreviatura "PT") es va transformar en el Ministeri de Comunicacions i es va convertir en un important centre de poder per la seva capacitat per controlar als ciutadans i per organitzar les queixes. La xarxa de serveis es va ampliar amb l'adquisició i implantació de noves instal·lacions logístiques. Es van construir nous edificis d'estil funcionalista a les principals capitals de província (per exemple, en Palerm, Forlì, La Spezia).
Amb el desenvolupament de la telefonia i la ràdio, el ministeri va incorporar la Societat Estatal per als serveis de telefonia (PCSA) i l'EIAR naixent (RAI en el futur).

### 1990
A principis de 1990 en l'administració pública italiana i el servei postal es consideressin irrecuperables els principis d'eficiència i rendibilitat. El dèficit pressupostari era endèmica com l'augment en les despeses de personal, que en 1986 va absorbir prop del 93% (incloent el 16% de les pensions) dels ingressos corrents. La productivitat per empleat en el període 1970-1985 es va reduir en un 24% a costa de la qualitat dels serveis prestats per la generació d'una situació de dèficit encara més crítica.
En 1994 Alemanya, va ser lliurat al voltant del 80% del correu dins de l'endemà a la notificació, mentre que a Itàlia va ser a un percentatge de menys del 20% (en 1989 la mitjana de temps per al lliurament de correu va ser de 8,5 dies).
El buit evident en la qualitat dels serveis postals italians en comparació de la resta de Europa va tractar de superar-se amb una intervenció de la reforma a l'empara del Decreto-Llei n. 487 d'1 de desembre de 1993, convertit en Llei no. 71 de 29 de gener de 1994, que va empènyer a una transformació de l'Oficina de Correus d'Itàlia en una companyia independent a una empresa pública, proporcionant un pas addicional a SPA en 1996 (implementat després del 28 de febrer de 1998). El procés de transformació es va assumir en la gestió de l'Oficina de Correus italià l'adopció del principi d'eficiència en la producció, la recuperació de la qualitat dels serveis i de la recuperació econòmica i financera.
Això va conduir a la reducció gradual del dèficit de 4.500 milions de lires en 1993, a través de polítiques de reducció de costos de producció (80% dels quals es va haver del personal), un augment en els ingressos per la venda de serveis a l'Autoritat Palestina, un reordenament de la sistema de tarifes, aconseguint en 2001 un benefici net.

### 2000

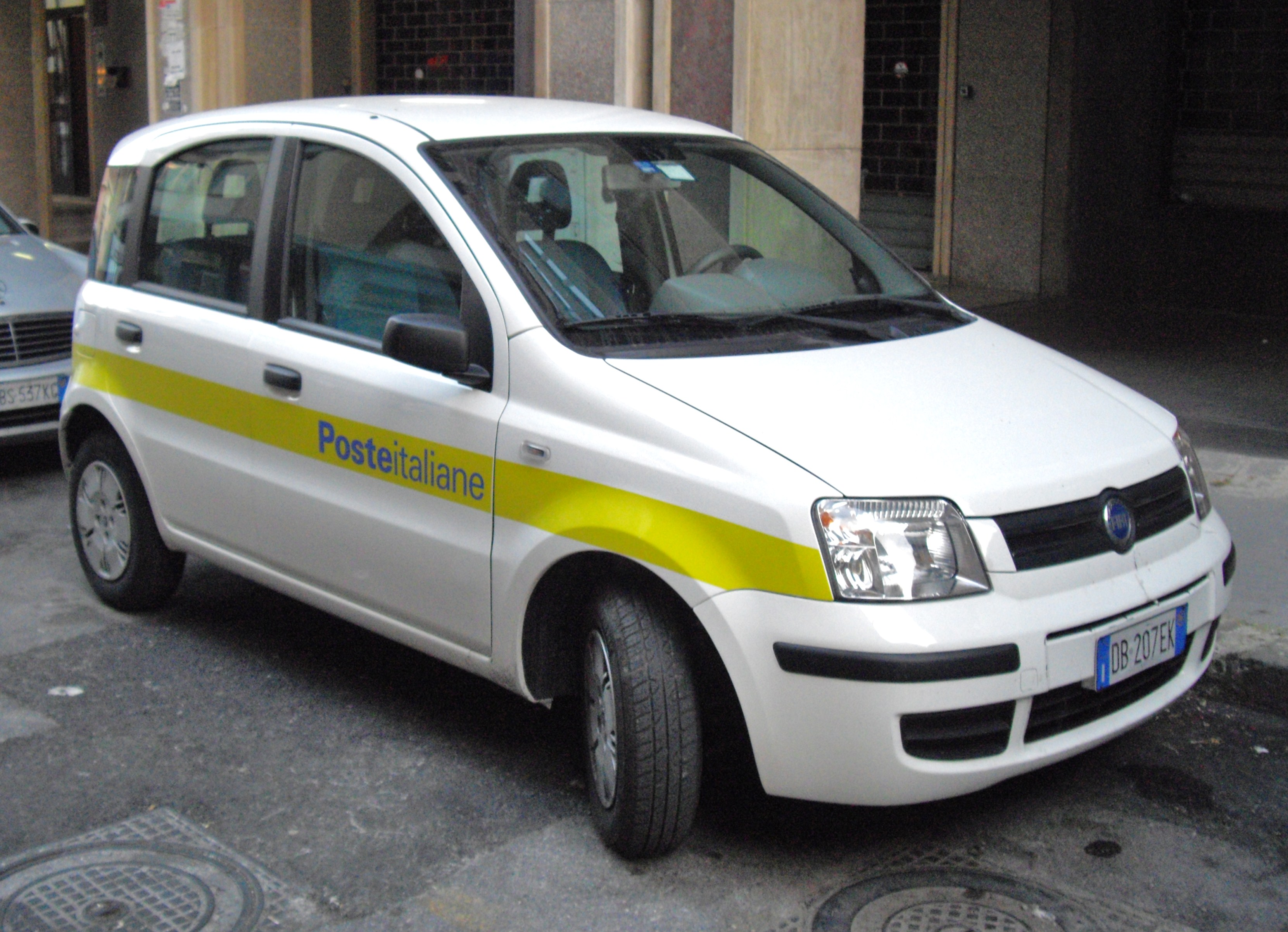
Fiat Panda utilitzat per l'empresa.

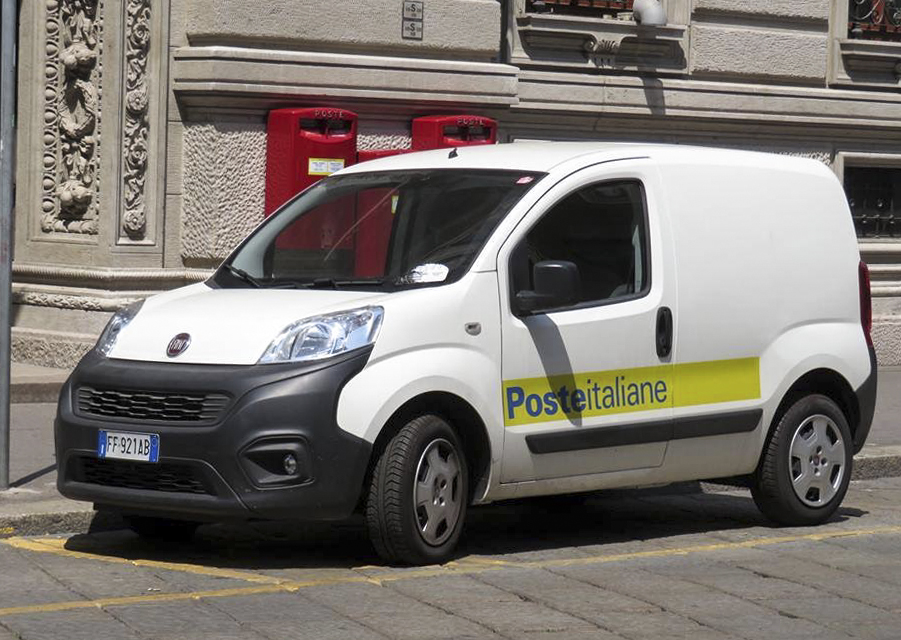
Fiat Fiorino utilitzat per l'empresa.

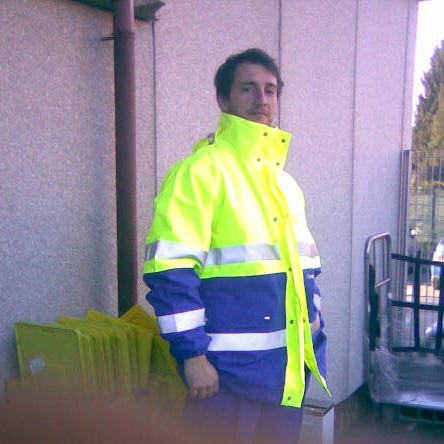
Treballador de la Poste Italiane.

Al febrer de 1998 el Ministeri d'Hisenda (El govern de Prodi) va nomenar a Corrado Passera, president executiu de la recentment formada Poste Italiane SPA. El pla de negocis de Corrado Passera (1998-2002) va crear un equip de tall de 22.000 unitats. D'altra banda, segons alguns dirigents sindicals, s'ha produït una precarització dels contractes per als nous empleats, els casos de fustigació generalitzada i la resignació a la càrrega excessiva de treball, a causa d'un excés de reducció de personal que han empès a perdre proporcions de la mà d'obra necessària.
Des del punt de vista, el Fons de Solidaritat ha estat un estalvi a llarg termini en els costos de mà d'obra, així com reduir l'edat mitjana de la plantilla. Des de fa 10 anys, una taxa estatal i una deducció en la nòmina per als nous empleats han finançat els dos últims anys de cotització que falta per a la jubilació anticipada de milers d'empleats. L'operació, sense cap cost per a l'empresa, ha substituït a aquestes sortides amb el personal de menors de 24 anys amb contractes de tres anys d'aprenentatge.
En 2000, una participació del 20% al capital social de l'empresa Bartolini va ser adquirida per l'Oficina de Correus d'Itàlia a través de la seva subsidiària, SDA Express Courier, donant lloc a la formació del Consorci Logística i Paquets entre les tres empreses per a la classificació dels paquets en tot el país. Aquest acord també va ser objecte d'una impugnació per les empreses rivals en la cort, però va acabar a favor del consorci.
Poste Italiane també ha adoptat un sistema de sales de control que pot controlar en temps real l'oficina de correus, la xarxa logística i de seguretat de les comunicacions i transaccions digitals, una àrea en la qual també treballen altres òrgans de govern i els organismes, les universitats i centres d'investigació nacionals i internacionals.
Han adquirit particular importància en aquests anys els productes i serveis financers, en primer lloc la targeta prepagada PostePay (introduït a finals de 2003). Postepay ha guanyat aviat un èxit, sobretot entre els joves, i ha aconseguit la conquesta i el manteniment de la primera posició a nivell europeu entre les targetes de prepagament.

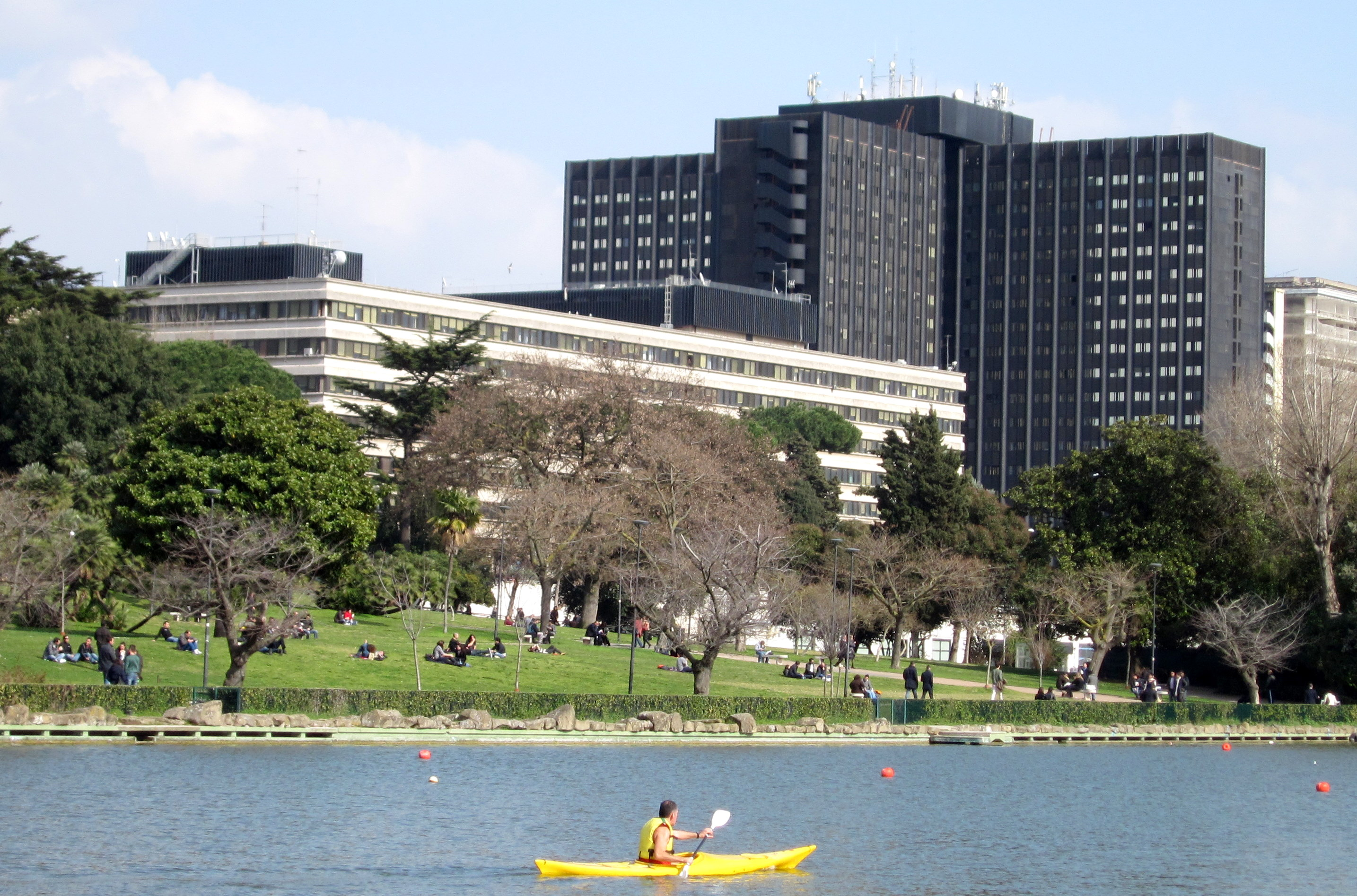
Complex de la Poste Italiane en l'Avinguda d'Europa, Roma.

El 16 de maig de 2014, el Govern italià va aprovar a vendre participacions de fins al 40 per cent de Poste Italiane.

## Filials
Les filials del Gruppo Poste Italiane són:
- SDA Express Courier, que proporciona correu urgent i missatgeria i paqueteria.
- Postecom, gestió de serveis d'Internet.
- BancoPosta Fondi, oferint assegurances de vida i solució d'inversió.
- Postel, oferint correu electrònic híbrid i processament de documents.
- PosteMobile, un operador de xarxa virtual mòbil.